# Reiff-Museum

Das Reiff-Museum 1902

Das Reiff-Museum war ein Museum in Aachen. Das Museum geht auf Franz Reiff zurück, der seit Gründung der RWTH Aachen im Jahr 1870 als Königlich Rheinisch-Westphälische Polytechnische Schule zu Aachen die im Fachbereich Architektur angesiedelte Malerei-Professur innehatte. Die Sammlung der Kunstwerke diente der Ausbildung von Architekten und Kunsthistorikern an der Hochschule.
Der Bestand ist heute nur noch teilweise erhalten. Das Gebäude verweist über eine Kartusche mit der Inschrift Reiff-Museum auf die ursprüngliche Nutzung. Seit den 1950er Jahren wurden die ursprünglichen Sammlungsräume im 2. OG haben wie auch das gesamte Gebäude der Architekturfakultät der RWTH Aachen zur Verfügung gestellt. Die Sammlung ist seit 2012 in einem Kellerdepot eingelagert und nicht zu besichtigen.

## Gründung
Der 1835 in Aachen geborene Bildnis- und Historienmaler Reiff lernte bei Erich Correns und Carl Theodor von Piloty an der Akademie der Bildenden Künste in München. Zwischen 1861 und 1884 stellte Reiff auf Ausstellungen in Köln, Düsseldorf, Berlin, Dresden und der Weltausstellung in Wien aus. Nach diesen anfänglichen Erfolgen nahm die Wertschätzung seiner Werke gegen Ende der 1880er Jahre ab. Reiff fasste deshalb den Entschluss, nicht länger auf Aufträge zu warten, sondern selbst welche zu vergeben und beschloss, eine Kopiensammlung nach Alten Meistern anzulegen.
Als Vorbild für seine Sammlung diente ihm die Sammlung Schack in München, die er wahrscheinlich seit seinem Studium an der Kunstakademie kannte. Schack verfolgte die Idee, nicht in München vorhandene Gemälde alter Meister für die Allgemeinheit zugänglich zu machen und wagte den Versuch, moderne Werke neben die Alten Meister zu hängen.
In seiner eigenen Sammlung sah Franz Reiff einen pädagogischen Gewinn für die Hochschule, da er die Kopien als Lehrmaterial im Unterricht einsetzen konnte. Dabei war ihm der Bildinhalt und seine Deutung nicht so wichtig, sondern er wollte das „ästhetische Empfinden“ der Studierenden schulen. Zusätzlich wollte er auch die Qualität seiner Werke durch die Einfügung in die Reihe der Großen Meister steigern und erhoffte sich Anerkennung als Sammler.
Finanziell eingeschränkt gab Reiff Kopien in Auftrag, die seinen Vorlieben für ausgewählte Renaissancekünstler und holländischer Meister des 17. Jahrhunderts entsprachen. Er bestellte unter anderem zwischen 1900 und 1901 Kopien bei Franz von Lenbach in München, der schon für Schack als Kopist gearbeitet hatte. Bis zu seinem Tode im Jahre 1902 besaß Reiff mehr als 200 Kopien, Gemälde, Aquarelle und Zeichnungen der damaligen Moderne, 23 eigene Werke und eine Ansammlung von Gipsabgüssen, Bronze- und Marmorimitationen. Von dieser Kunstsammlung bewahrte er einen Teil in seinem Atelier im Hauptgebäude der Hochschule und einen anderen in einem Gartenpavillon in seinem Privathaus an der Ludwigsallee auf.
Seit 1899 plante Reiff die Sammlung nach seinem Tod der Königlich Technischen Hochschule Aachen zu hinterlassen. Dies hatte er jedoch mit einigen Bedingungen verbunden, die es innerhalb von nicht ganz drei Jahren zu erfüllen galt. Er forderte in seinem Testament ein eigenes Gebäude, in dem seine Sammlung „in würdiger Weise“, untergebracht werde. Das Gebäude sollte den Namen Reiff-Museum tragen, welcher noch heute über dem Eingangsportal lesbar ist.
Ein Verzeichnis von 1902 schätzt den Gesamtwert der Reiffschen Sammlung auf 119.281 Deutsche Mark.

## Reiff-Museum

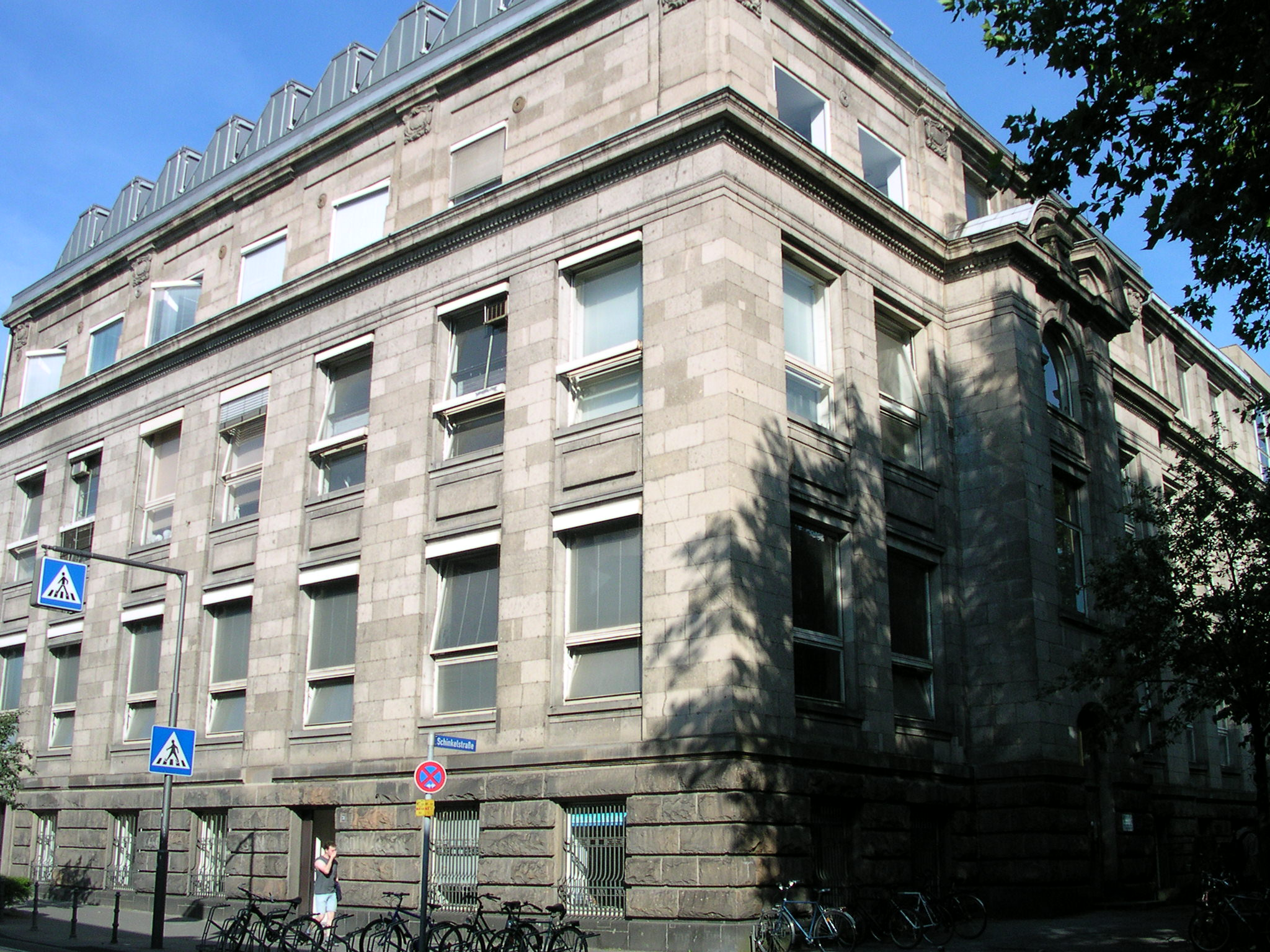
Reiff-Museum im Jahr 2014

Nach dem Tod Franz Reiffs im Jahre 1902 übernahm der damalige Professor für Kunstgeschichte, Max Schmid-Burgk, die Sammlung. Er bemühte sich um eine Erweiterung der Sammlung in Richtung zeitgenössischer Kunst.
Das Museum wurde 1908 eröffnet. Es umfasste 300 Kunstwerke, davon waren eine Reihe Kopien von alten Meistern für pädagogische Zwecke.
Nach dem Tod Schmid-Burgks 1925 wurde die Sammlung des Reiff-Museums kuratorisch von August von Brandis betreut, geriet aber zunehmend aus dem Blickfeld der universitären und öffentlichen Wahrnehmung.
Umfangreiche Verkäufe von Gemälden aus dem Museumsbestand in den Jahren 1936/37, Auswirkungen des Zweiten Weltkriegs (jedoch keine Kriegsschäden an der Sammlung) und die unsachgemäße und auf das Hochschulgelände verstreute Aufbewahrung der nach 1945 noch erhaltenen Exponate, führten zu einem desolaten Zustand einer dezimierten und in ihrem, auch physischen Bestand gefährdeten Sammlung.
Im Jahre 1977 wurde das Gebäude Reiffmuseum vom Landeskonservator Rheinland im Denkmälerverzeichnis eingetragen: „Institutsgebäude der RWTH, Schinkelstr. 1–3 und Templergraben 51; 1908 eröffnet; dreigeschossiger neubarocker Sandsteinbau in 2 Geschossen über hohem Sockelgeschoss und mit einem zusätzlichen Attikageschoss; nach 1945 verändert“.

### Direktoren
Laut § 3 Geschäftsordnung für das Reiff-Museum ist der Leiter und Geschäftsführer nach dem Vorschlag des Stifters der Professor für Kunstgeschichte.
- Max Schmid-Burgk (1902–1925)
- Hans Karlinger (1926–1932)
- Peter Mennicken (Vertretung 1932–1933)
- Hans Christ (1933–1947)
- Hermann Beenken (1948–1952)
- Paul Schoenen (Vertretung 1952–1953)
- Wolfgang Braunfels (1953–1965)
- Willy Weyres (Vertretung)
- Herbert Keutner (1967–1969)
- Hans Holländer (1971 – März 1997)
- Heinz Herbert Mann (Vertretung April – September 1997)
- Andreas Beyer (November 1997 – Oktober 2003)
- Alexander Markschies (seit Oktober 2003)

## Virtuelle Sammlung heute
Im Jahre 2005 gründeten Alexander Markschies und Martina Dlugaiczyk ein Projektseminar am Kunsthistorischen Institut der RWTH, das sich damit befasst, den Nachlass zu rekonstruieren, zu inventarisieren und zu restaurieren.
Zusammen mit Studierenden der Kunstgeschichte war es gelungen, die vergessene Sammlung auch über die Grenzen der Region wieder bekannt zu machen und die noch erhaltenen Kunstwerke aus den Kellern der Hochschule wieder zur Hängung zu bringen. Eine Besichtigung der Werke war temporär durch Führungen möglich, die als Modul der Ausbildung von den Studierenden geplant und durchgeführt wurden. Anlässlich der Hundertjahrfeier wurden von Dezember 2008 bis April 2009 einige der Gemäldekopien Alter Meister in der Ausstellung Mustergültig – Gemäldekopien in neuem Licht. Die Reiff-Sammlung zu Gast im Suermondt-Ludwig-Museum präsentiert.